# The Secret Sin
The Secret Sin è un film muto del 1915 diretto da Frank Reicher. Sceneggiato da Margaret Turnbull su un proprio soggetto, fu prodotto da Jesse L. Lasky. Aveva come interpreti Blanche Sweet (per la quale, secondo il Motion Picture News, il film era stato espressamente pensato) nel doppio ruolo di due gemelle, Thomas Meighan, Sessue Hayakawa.

## Trama
Edith e Grace Martin sono gemelle. Per aiutare il padre disoccupato, lavorano come sarte. Inferma, Grace cade preda dell'oppio che le serve per alleviare i suoi dolori, con un medico che le prescrive senza problemi la morfina. Dopo che Martin padre ha trovato il petrolio nella sua proprietà, la vita della famiglia migliora notevolmente. Le sorelle conoscono Jack Harron, un attraente cercatore di petrolio il quale, con grande sconforto di Grace, si innamora di Edith. Gelosa, la ragazza mette in cattiva luce la sorella, dicendo a Jack che Edith ha problemi di droga, cosa assolutamente non vera e che si riferisce in realtà a lei. Lasciando intendre che Edith avrà presto bisogno di procurarsi della morfina, organizza insieme alla coppia una cena a Chinatown. Mentre i due innamorati ballano, Grace si reca di nascosto in un tugurio dove si consuma l'oppio.
Edith va a cercarla, ma finisce in un altro locale nel quale ha luogo un raid della polizia. Edith è arrestata e così, quando viene rilasciata, non riesce a convincere Jack della propria innocenza. Sarà solo quando inciamperà nel corpo semi incosciente di Grace riversa in strada che l'uomo si renderà conto della verità sulle due sorelle. Grace viene mandata in ospedale a disintossicarsi mentre Edith e Jack si uniscono in matrimonio.

## Produzione
Il film fu prodotto dalla Jesse L. Lasky Feature Play Company. Moving Picture World del 30 ottobre 1915 identificava i luoghi di alcune riprese in esterni nella zona di Chinatown, a San Francisco. La rivista menzionava lo scenografo Wilfred Buckland specie in relazione al suo "ristorante cinese" e sottolineava il fatto che, per il film, erano stati impiegati molti attori cino-americani.

## Distribuzione
Il copyright del film, richiesto dalla Jesse L. Lasky Feature Play Co., fu registrato il 12 ottobre 1915 con il numero LU6619.
Distribuito dalla Paramount Pictures, il film uscì nelle sale statunitensi il 21 ottobre 1915.
Copia completa della pellicola si trova conservata negli archivi della Library of Congress di Washington.